# المشرق (الحديدة)

تعديل مصدري - تعديل

المشرق هي إحدى قرى مديرية المنصورية، التابعة لمحافظة الحديدة اليمنية، بلغ تعداد سكانها 1786 نسمة حسب الإحصاء الذي أجري عام 2004.